# Кирнозе, Зоя Ивановна
Зо́я Ива́новна Кирнозе (род. 11 ноября 1932, Алма-Ата) — советский и российский литературовед, доктор филологических наук (1978), профессор.

## Биография
Родилась 11 ноября 1932 года в Алма-Ате.
В 1954 году окончила Московский государственный библиотечный институт им. В. М. Молотова, в 1961 году — аспирантуру Московского государственного педагогического института.
В 1954—1956 годах работала в крымской культпросветшколе, в 1956—1962 годах преподавала в Актюбинском и Ивановском педагогических институтах.
С 1962 года работает в ГГПИИЯ-НГЛУ им. Н. А. Добролюбова. Прошла путь от старшего преподавателя до профессора, заведующего кафедрой зарубежной литературы. В 1978 году защитила докторскую диссертацию «Проблемы французского романа 20-30-х годов XX века: развитие социально-бытового романа и семейной хроники».
В настоящее время преподает историю русской и зарубежной литературы в Нижегородской Государственной консерватории им. М. И. Глинки, профессор кафедры философии и эстетики.

## Научная деятельность
Автор более 200 научных и научно-методических работ по литературоведению, в том числе французской литературе XX века.
Член консультативных комитетов Международной ассоциации друзей Франсуа Мориака и Общества друзей Поля Клоделя.

## Основные публикации
- Кирнозе З. И., Зусман В. Г. «Виктор Георгиевич Зинченко (1937—2009) в жизни и в науке» // Виктор Георгиевич Зинченко : Научное наследие литературоведа. Воспоминания. Науч. редактор В. И. Силантьева; составит. Н. В. Абабина, А. А. Боровиков, JI.H. Голубенко [и др.]. — Одесса : Астропринт, 2017. — 492 с. С. 9-14.
- Кирнозе З. И., Зинченко В. Г., Зусман В. Г. «Межкультурная коммуникация. Системный подход» // Виктор Георгиевич Зинченко : Научное наследие литературоведа. Воспоминания. Науч. редактор В.И. [Силантьева; составит. Н. В. Абабина, А. А. Боровиков, JI.H. Голубенко [и др.]. — Одесса : Астропринт, 2017. С. 73-209.
- Кирнозе З. И., Зинченко В. Г., Зусман В. Г. Литература и методы её изучения. Системно-синергетический подход // Виктор Георгиевич Зинченко : Научное наследие литературоведа. Воспоминания. Науч. редактор В. И. Силантьева; составит. Н. В. Абабина, А. А. Боровиков, Л. Н. Голубенко [и др.]. — Одесса : Астропринт, 2017. С. 210—373.
- Кирнозе З. И., Зинченко В. Г., Зусман В. Г. Глоссарий // Виктор Георгиевич Зинченко: Научное наследие литературоведа. Воспоминания. Науч. редактор В. И. Силантьева; составит. Н. В. Абабина, А. А. Боровиков, Л. Н. Голубенко [и др.]. — Одесса : Астропринт, 2017. С. 374—468.
- Кирнозе З. И., Кашлявик К. Ю., Лобков А. Е. У истоков научного изучения крымско-татарского народного творчества (фольклорные сборники Алупкинского дворца-музея) // В кн.: Причерноморье. История, политика, культура выпуск XX (IX) серия б. Новая и новейшая история избранные материалы XIV всероссийской научной конференции «Лазаревские чтения» к 100-летию установления советской власти в России. Вып. XX (IX). Севастополь : Филиал МГУ вг. Севастополе, 2017. С. 40-51. Режим доступа
- Кирнозе З. И., Кашлявик К. Ю., Лобков А.Е. С. Д. Коцюбинский о литературном наследии Паскаля // Франция и Россия: век XVII. Коллективная монография. Отв. ред. К. Ю. Кашлявик. — Нижний Новгород: Радонеж, 2016. С. 328—340.
- Кирнозе З. И., Кашлявик К. Ю., Франция. Франция у Шекспира. Шекспир во Франции // В кн.: Уильям Шекспир. Энциклопедия. М. : Просвещение, 2015. С. 498—502.
- Кирнозе З. И. Вольтер //Уильям Шекспир. Энциклопедия / Сост. и научн. ред. И. О. Шайтанов. М.: Просвещение, 2015. С. 434—435.
- Кирнозе З. И. Гюго Виктор Мари //Уильям Шекспир. Энциклопедия / Сост. и научн. ред. И. О. Шайтанов. М.: Просвещение, 2015. С. 446—447.
- Кирнозе З. И. Дюма Александр //Уильям Шекспир. Энциклопедия / Сост. и научн. ред. И. О. Шайтанов. М.: Просвещение, 2015. С. 451.
- Кирнозе З. И. Сталь Жермена де //Уильям Шекспир. Энциклопедия / Сост. и научн. ред. И. О. Шайтанов. М.: Просвещение, 2015. С. 493—494.
- Кирнозе З. И. Стендаль //Уильям Шекспир. Энциклопедия / Сост. и научн. ред. И. О. Шайтанов. М.: Просвещение, 2015. С. 493—495.
- Кирнозе З. И. Шатобриан Франсуа Рене Огюст де // Уильям Шекспир. Энциклопедия / Сост. и научн. ред. И. О. Шайтанов. М.: Просвещение, 2015. С. 502.
- Французский роман XX века. Годы 20-30-е. — СПб.: Алетейя, 2025. — 338 с. ISBN 978-5-00165-961-7

## Награды и почётные звания
- Заслуженный деятель науки Российской Федерации (1996)[3],
- Отличник народного просвещения,
- Медаль К. Д. Ушинского,
- Благодарственное письмо Законодательного собрания Нижегородской области,
- Почетный диплом Министерства образования Нижегородской области,
- Орден Академических пальм Французской Республики (2010, офицер)[4]
- Премия им. Ю. М. Скребнева,
- Почётный профессор НГЛУ им. Н. А. Добролюбова[5].